# José Carlos Amaral
José Carlos Amaral (Rio de Janeiro, 18 de março de 1957) é um treinador brasileiro. Atualmente, esteve no comando da equipe Frei Paulistano, no estado de Sergipe, além de ter atuado no cargo de Secretário Municipal de Esportes e Lazer da cidade de São Gotardo, Minas Gerais.

## Carreira
Formado em Educação Física pela UFRJ e pós-graduado pela UERJ, José Carlos Amaral começou sua carreira como preparador físico do Fluminense, trabalhando ao lado do experiente Carlos Alberto Parreira, durante o ano de 1984. Foi nessa época que Amaral ganhou também sua primeira oportunidade como técnico interino. O Fluminense tinha um compromisso importante no dia 15 de abril, diante da Portuguesa no Estádio do Canindé, válido pelo Campeonato Brasileiro daquele ano. Sob o comando do treinador temporário, o Tricolor não decepcionou e bateu a Lusa por 1–0, com gol de Delei, aos 25 minutos da etapa final.
Após trabalhar por nove anos no Fluminense, Amaral passou por pequenos e médios clubes brasileiros e peruanos, como Tupi, Central, Fluminense de Feira, Vitória da Conquista, Paysandu, Remo, Santa Cruz, Sport, Imperatriz, Ipitanga, Colo Colo, Confiança, Grêmio Maringá, Fortaleza, Atlético Goianiense, Alianza Lima e Sporting Cristal, levando esta última equipe peruana à Copa Libertadores de 1993 e disputando a edição de 1988 dessa mesma competição pelo Sport.
Também passou pelo Vitória, onde foi campeão baiano em 1989, além de clubes do Rio Grande do Norte, Ceará, São Paulo, Minas Gerais e Rio de Janeiro.
Na função de preparador físico, trabalhou ao lado de renomados treinadores como Antônio Lopes, Vanderlei Luxemburgo, Carlos Alberto Torres, Sebastião Lazaroni e René Simões, além de Parreira no Fluminense.
No ano de 2018 muda-se para a cidade de São Gotardo na Região do Alto Paranaíba, Minas Gerais, e assume o comando da equipe sub-17 da Inter de São Gotardo, fazendo com que a equipe garanta o acesso para a primeira divisão do Campeonato Mineiro. E paralelamente, no mês de abril de 2018, assume o cargo de Secretário Municipal de Esportes e Lazer do mesmo município.

## Títulos

### Como preparador físico
Fluminense
- Campeonato Brasileiro: 1984

### Como treinador
Sport
- Campeonato Pernambucano: 1988

Vitória
- Campeonato Baiano: 1989